# Thalictrum laxum
Thalictrum laxum är en ranunkelväxtart som beskrevs av Oskar Eberhard Ulbrich. Thalictrum laxum ingår i släktet rutor, och familjen ranunkelväxter. Inga underarter finns listade i Catalogue of Life.